# کوستادین گادزالوف
کوستادین گادزالوف (بلغاری: Костадин Гаджалов؛ زادهٔ ۲۰ ژوئن ۱۹۸۹) بازیکن فوتبال اهل بلغارستان است.
از باشگاه‌هایی که در آن بازی کرده است می‌توان به باشگاه فوتبال بوتو پلوودیو و باشگاه فوتبال داندی اشاره کرد.